# 芳畈镇
芳畈镇，是中华人民共和国湖北省孝感市大悟县下辖的一个乡镇级行政单位。

## 行政区划
芳畈镇下辖以下地区：
芳畈社区、大悟山村、白果树村、滚河村、严冲村、胜利村、新建村、吴河村、新屋村、新圣村、中冲村、大塘村、芳畈村、赵河村、余坡村、戴湾村、腾冲村、徐楼村、五四村、东升村和竹林村。

## 中国传统村落
2012年，白果树湾村被评为首批“中国传统村落”。